# Почет (селище)
По́чет — селище в Абанському районі Красноярського краю. Адміністративний центр Почетського сільського поселення.

## Географія
Розташоване село на лівому березі річки Бірюса. Відстань до районного центру становить 75 км.

## Населення
- 1926—179 осіб
- 2010—947 осіб

## Відомі люди
- Медведчук Віктор Володимирович — проросійський український політик;
- Шумаков Олексій Васильович — радянський спортсмен.